# Tranvía de Burdeos
El Tranvía de Burdeos (en francés: Tramway de Bordeaux), es una red de tranvía que da servicio a la ciudad francesa de Burdeos y a su área metropolitana. Fue inaugurada el 21 de diciembre de 2003, coincidiendo con la apertura de la . Posteriormente, se crearon dos líneas más, las líneas  y , y el 14 de diciembre de 2019 se inauguró parte de la línea . Esta línea se prolongará el 29 de febrero de 2020 hasta Cantinolle y en 2022 hasta Carré des Jalles.
La creación de esta red representa la culminación del Projet Urbain de Bordeaux (Proyecto Urbano de Burdeos), ejecutado bajo los mandatos de Alain Juppé al frente del ayuntamiento de Burdeos. Inicialmente previsto como un metro automático sin conductor, finalmente se optó por construir una red de tranvías para repartir mejor los recursos y poder acceder mejor a todo el territorio, y no favorecer sólo a un sector de la ciudad.
De las 118 estaciones actuales, por 115 pasa una línea y en 3 trasbordan dos líneas distintas. En 8 de ellas, hay correspondencia con la SNCF. Con la creación de la cuarta línea, serán 133 estaciones, de las cuales 11 serán para dos líneas y 122 para una sola línea.

## Historia

### La red antigua

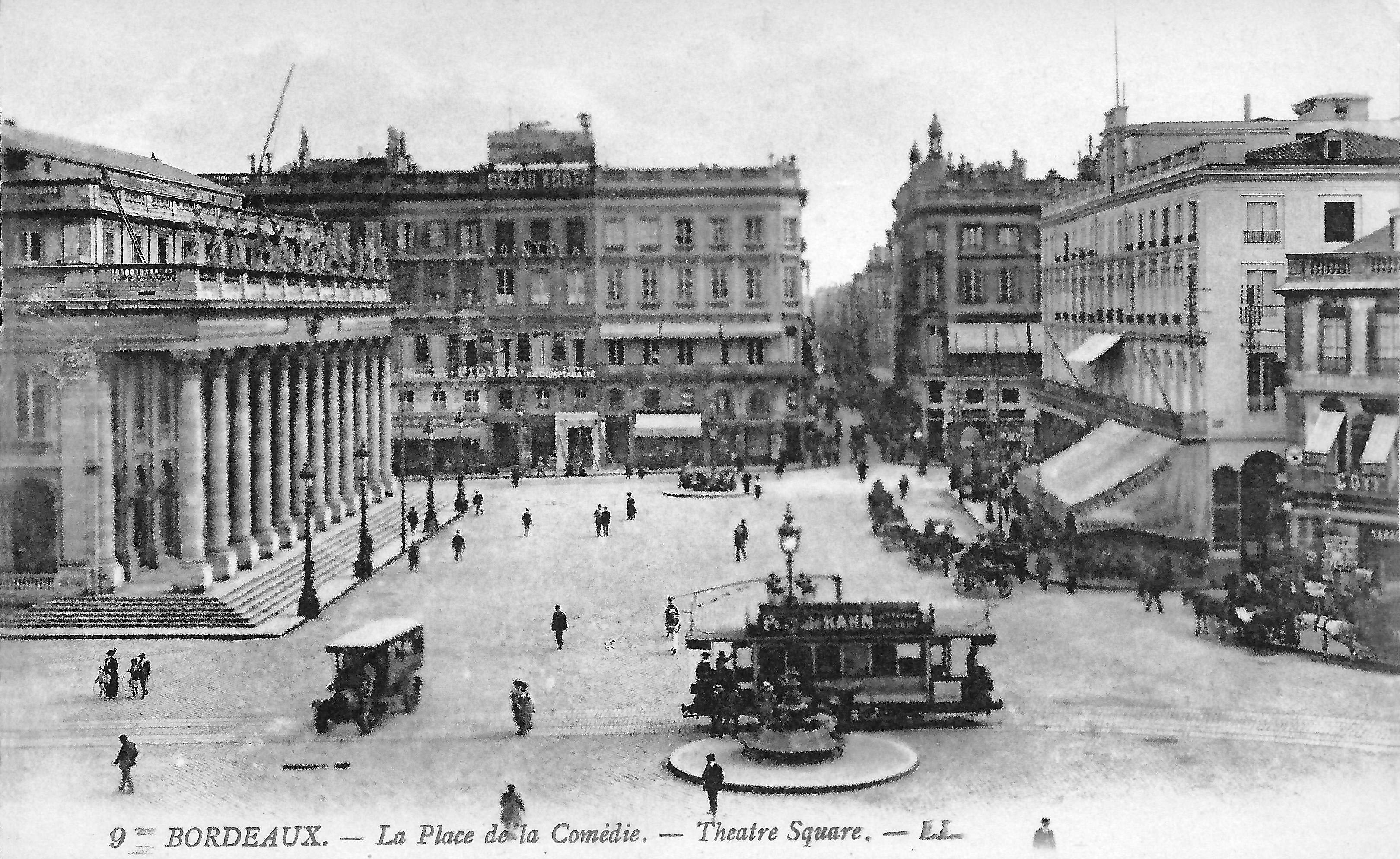
Tranvía en la Plaza de la Comedia en los años 1900.

La primera línea de tranvía de Burdeos, con coches tirados por caballos, se remonta a 1880. En 1897, bajo el mandato del alcalde Camille Cousteau, se adopta una orden municipal para sustituir la tracción animal por la tracción eléctrica. En 1898 se crea la Compañía Francesa de los Tranvías Eléctricos y Ómnibus de Burdeos (Compagnie Française des Tramways Électriques et Omnibus de Bordeaux).
En 1946, la red de transporte público de Burdeos contaba con 38 líneas de tranvía de una longitud total de 200 km que movían 160 000 pasajeros por día. Como en otras ciudades de Francia en la época, el ayuntamiento decidió poner fin a la explotación del tranvía debido a la imagen anticuada frente al autobús y porque molestaban al creciente flujo de coches. En 1958 se clausuró la última línea de tranvía.

### VALoTranvía
Desde los años 70 se hizo evidente que la saturación de las calles requería la creación de un sistema de transporte público masivo. En 1975 la ciudad de Burdeos, en el contexto de un estudio nacional sobre la definición de un sistema de transporte público que tenga un costo y una capacidad entre el autobús y el metro (Concurso Cavaillé), no se opta por ningún sistema específico. Una solución basada en el sistema de metro automático, tal y como se hizo en Lille, es la opción favorita. Después de un primer proyecto fallido en 1986, en 1991 se adoptó una versión menos ambiciosa, pero más realista en términos de capacidad financiera de la ciudad.
Este proyecto casi consigue la unanimidad del ayuntamiento y estaba siendo desarrollado, pero fue finalmente abandonado en 1995, principalmente porque comunicaba sólo una pequeña parte de la ciudad a pesar de la importancia de la inversión: el nuevo modo de transporte no podía llegar a las elevaciones de la margen derecha del río Garona. La naturaleza de un subsuelo poco favorable a los túneles (la ciudad se sitúa sobre una antigua marisma) y la baja densidad urbana del área metropolitana en ese momento contribuyeron a desechar la solución del metro en Burdeos. Además, esta solución no permitía comunicar con el campus universitario de Burdeos, situado en su mayor parte en los municipios de Talence y Pessac, en la margen izquierda del río Garona. El mismo debate dio resultados diferentes en otras ciudades de tamaño similar, como Toulouse (Metro de Toulouse), o menores, como Rennes (Metro de Rennes) que optaron en la época por el sistema VAL.

### Lanzamiento del proyecto
En 1995, Alain Juppé, un alcalde particularmente favorable al tranvía reemplazó a Jacques Chaban-Delmas, profundamente hostil al proyecto. El nuevo ayuntamiento inicia inmediatamente el proyecto de un tranvía. Se le asocia una gran operación de urbanismo en el centro de la ciudad, que comprende la restauración de los principales monumentos, la reorganización de las riberas del río Garona y la reforma completa del viario favoreciendo a los peatones y a la bicicleta. Se crean aparcamientos en la periferia para disuadir a los coches de entrar en la ciudad. El ayuntamiento muestra su voluntad de dar la ciudad a los peatones. Se prevé la prohibición de que los vehículos entren en el centro de la ciudad.
Tras dos años de reflexión, la entonces Comunidad Urbana de Burdeos adopta el proyecto definitivo en 1997. El proyecto es reconocido como de utilidad pública en el año 2000. El presupuesto que se había previsto para realizar 10 kilómetros de metro permitió realizar 44 kilómetros de tranvía en dos fases.

### Primera Fase

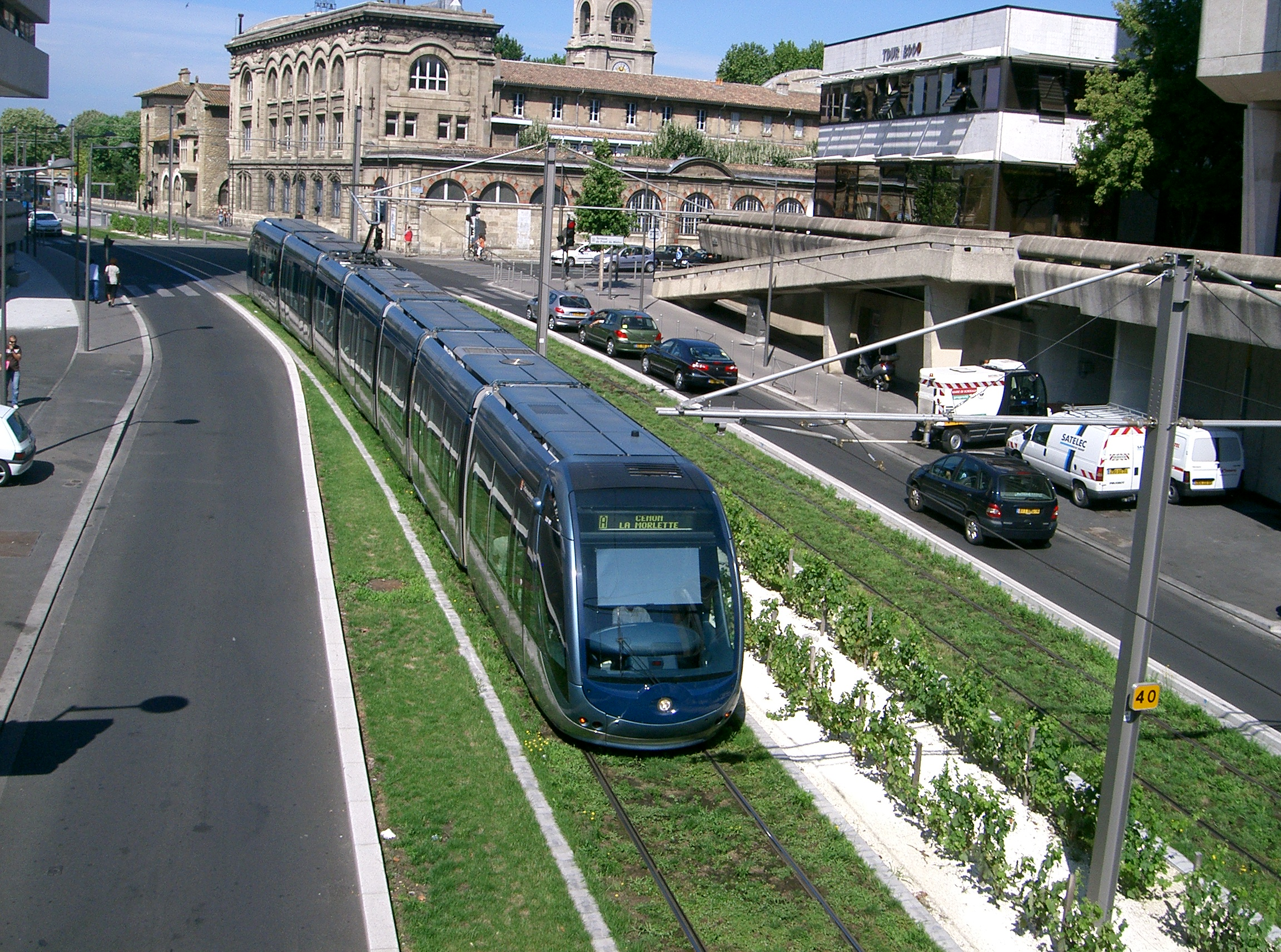
Tren de la línea atravesando unas viñas en la estación Mériadeck

La primera fase se inició en el año 2000 y se finalizó en septiembre de 2005. Consistió en la realización de una gigantesca obra en el centro de la ciudad. Comprendía desde el principio la creación de tres líneas de una longitud total de 24,5 kilómetros con 54 estaciones por un coste de 690 millones de euros, de los que más de la mitad se dedicaban a la reorganización urbana. La primera apertura, la de la línea A, tuvo lugar en diciembre de 2003. Las otras dos líneas abrieron en la primavera de 2004. Concretamente, abrieron entre los siguientes tramos:
- La línea  abrió entre las estaciones de Saint Augustin y Lauriers o La Morlette (27 estaciones)
- La línea  abrió entre las estaciones de Quinconces y Bougnard (20 estaciones)
- La línea  abrió entre las estaciones de Quinconces y Gare Saint-Jean (7 estaciones)

El nuevo tranvía de Burdeos utiliza una tecnología innovadora: en el centro de la ciudad, el sistema de alimentación eléctrica se encuentra insertado en el suelo (APS): es invisible y no altera las perspectivas arquitectónicas. Este modo de alimentación causó muchos problemas y averías frecuentes al inicio del servicio, pero actualmente es suficientemente fiable.
Gracias a las mejoras aportadas y a la fiabilidad adquirida con el tiempo, el tranvía se convierte rápidamente en un medio de transporte muy práctico apreciado por los bordeleses, por su rapidez y por su estética. El tranvía es parte de una redinamización turística en curso en la ciudad de Burdeos. Ha permitido servir los municipios de Pessac, donde está localizado el campus universitario de Burdeos, y Talence, entre otros. El centro de la ciudad está a tan sólo 20 minutos de sus universidades, cuando antes del comienzo de la explotación del tranvía era necesaria más de una hora.

### Segunda Fase

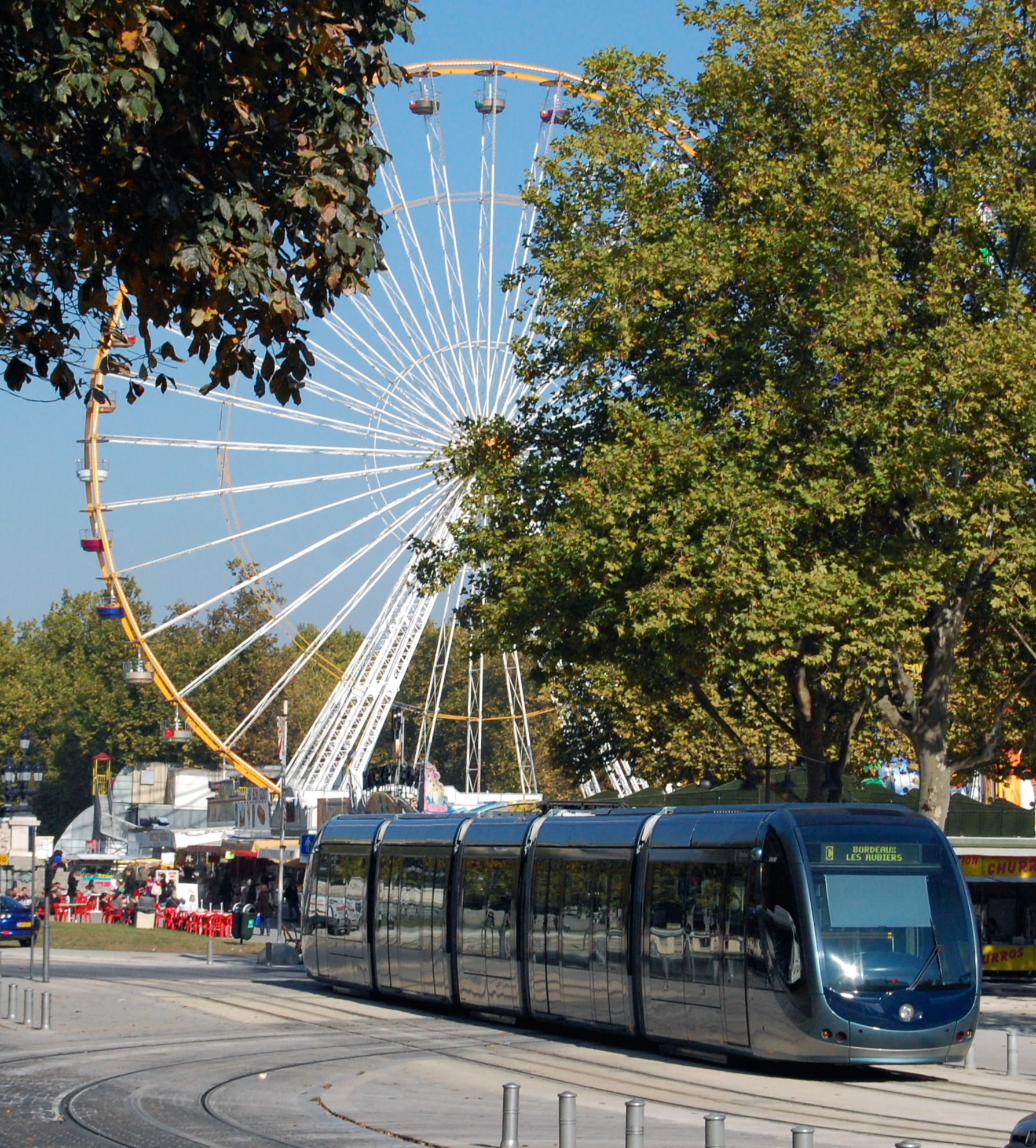
Tren de la línea cerca de la estación Quinconces

La segunda fase empezó en 2006 y acabó en octubre de 2008. Comprendía la construcción de la prolongación de las tres líneas durante 19,6 kilómetros por un coste de alrededor de 560 millones de euros, dando como resultado las siguientes líneas:
- La línea  se prolongó entre las estaciones de Saint Augustin y Mérignac—Centre (+8 estaciones),  entre Lauriers y La Gardette—Bassens—Carbon-Blanc (+3 estaciones)  y entre La Morlette y Floirac—Dravemont  (+3 estaciones)
- La línea  se prolongó entre las estaciones de Quinconces y Claveau (+9 estaciones)  y entre Bougnard y Pessac—Centre (+2 estaciones)
- La línea  se prolongó entre las estaciones de Quinconces y Aubiers (+7 estaciones)  y entre Gare Saint-Jean y Bègles—Terres Neuves (+3 estaciones)

Además, se crearon más de 5000 plazas de aparcamiento en 15 aparcamientos situados tanto en Burdeos como en municipios vecinos.

### Tercera Fase
La tercera fase comprende desde 2009 en adelante. Consiste también en la extensión de las tres líneas existentes, pero también contempla la creación de una cuarta línea. En concreto, estas son las actuaciones contempladas:
- La línea  se prolongó entre las estaciones de Mérignac—Centre y Le Haillan—Rostand (+5 estaciones)
- La línea  se prolongó entre las estaciones de Claveau y Berges de la Garonne (+1 estación)  y entre Bougnard y France—Alouette (+5 estaciones)
- La línea  se prolongó entre las estaciones de Aubiers y Parc des Expositions—Stade Mamut-Atlantique (+4 estaciones) y entre Bègles—Terres Neuves y Villenave—Pyrénées (+5 estaciones)
- La línea  se abrió entre las estaciones de Carle Vernet y Mairie du Bouscat (16 estaciones)

Aun así, esta fase no está completada, puesto que faltan algunas actuaciones, que ya están en obras:
- La línea  se prolongará entre las estaciones de Quatre Chemins y Aéroport (+5 estaciones) en 2022
- La línea  se prolongará entre las estaciones de Mairie du Bouscat y Cantinolle (+9 estaciones) en 2020
- La línea  se prolongará entre las estaciones de Cantinolle y Carré des Jalles (+4 estaciones) en 2022

## Explotación
Los trenes circulan sobre la mayor parte de la red de vías públicas de Burdeos: las vías del tranvía , en general, no pueden ser pisadas por ningún otro medio de transporte. Se distingue trozos con bordillos de 14 centímetros que no podrían ser utilizados por otros vehículos, trozos con bordillo de 6 centímetros que podrían ser utilizados excepcionalmente por un vehículo, y trozos en los que se comparte la vía con el tráfico rodado. Este último caso se corresponde con pasajes en las calles estrechas como la calle Ornano.
En una gran parte de los recorridos las vías discurren por suelo con césped. En las curvas el flanco lateral del raíl se engrasa automáticamente para limitar el chirrido de las ruedas. El ruido máximo de la rueda es de 74 dB.
Los trenes empiezan a circular desde las 5 de la mañana, aunque los fines de semana empiezan más tarde. La frecuencia en hora punta es de 4 minutos y en hora valle de 8 minutos. Con la construcción de la cuarta línea, todos los habitantes de dentro de la Ronda de Burdeos vivirán a menos de 500 m de una parada de tranvía.

## La red

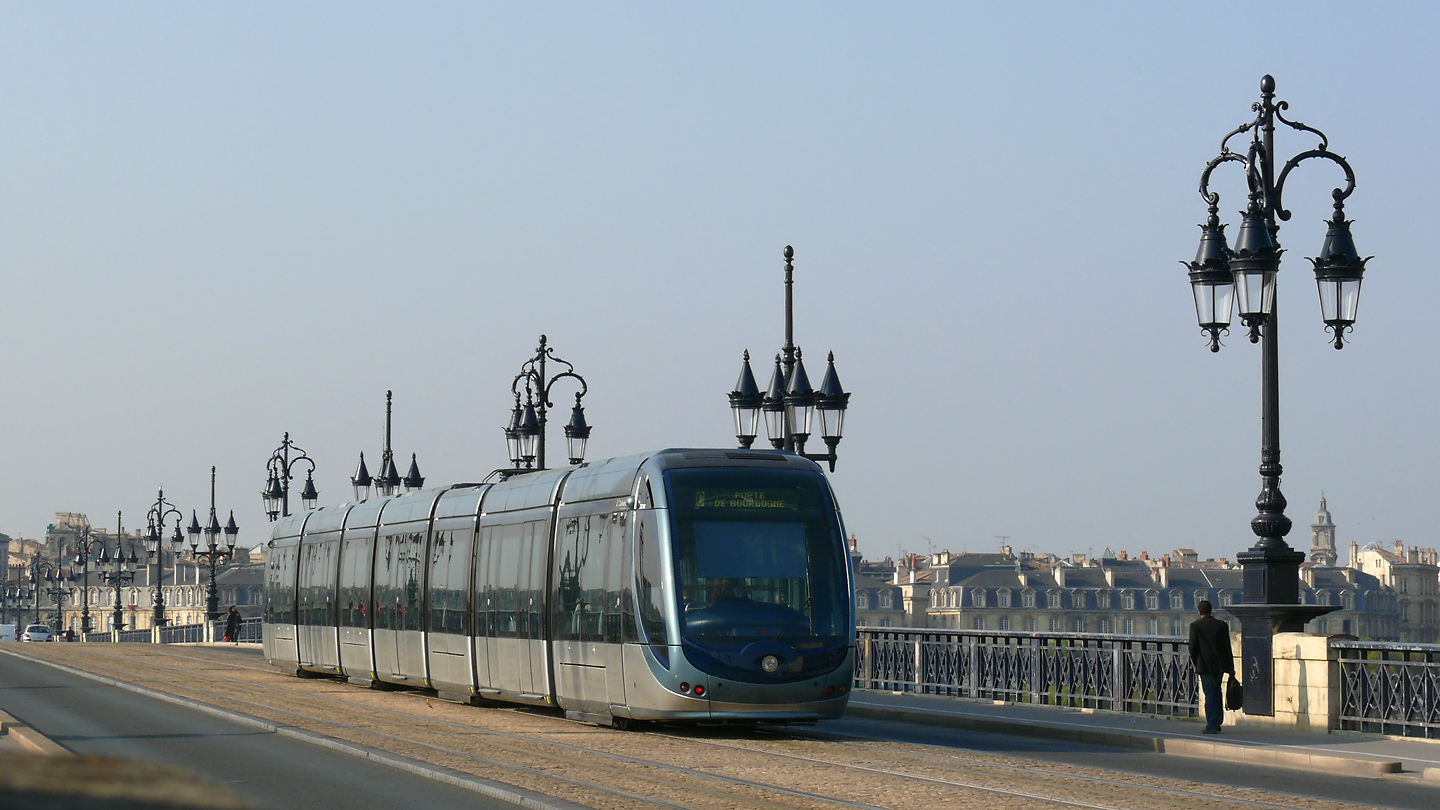
Tren Citadis 402 de la línea cruzando el Pont de Pierre

### Línea A ()
Es la más larga de las líneas. Atraviesa la aglomerción de oeste a este, siendo la única línea que transcurre, además de por la orilla izquierda, por la orilla derecha del río Garona y que, por lo tanto, lo atraviesa. 
Une los municipios de Mérignac y Le Haillan con Floirac y Carbon-Blanc, pasando por Burdeos, Cenon, Lormont y Bassens. En 2022, cuando se ponga en servicio última extensión de la línea, dará servicio al Aeropuerto de Burdeos-Mérignac.

### Línea B ()
Es la segunda línea. Cruza la ciudad de norte a suroeste, dando servicio, entre otros, a la Universidad de Burdeos y a la Cité du Vin.
Une Burdeos con Pessac y Talence, así como con el campus universitario. No están previstas nuevas extensiones en esta línea, al menos de momento.

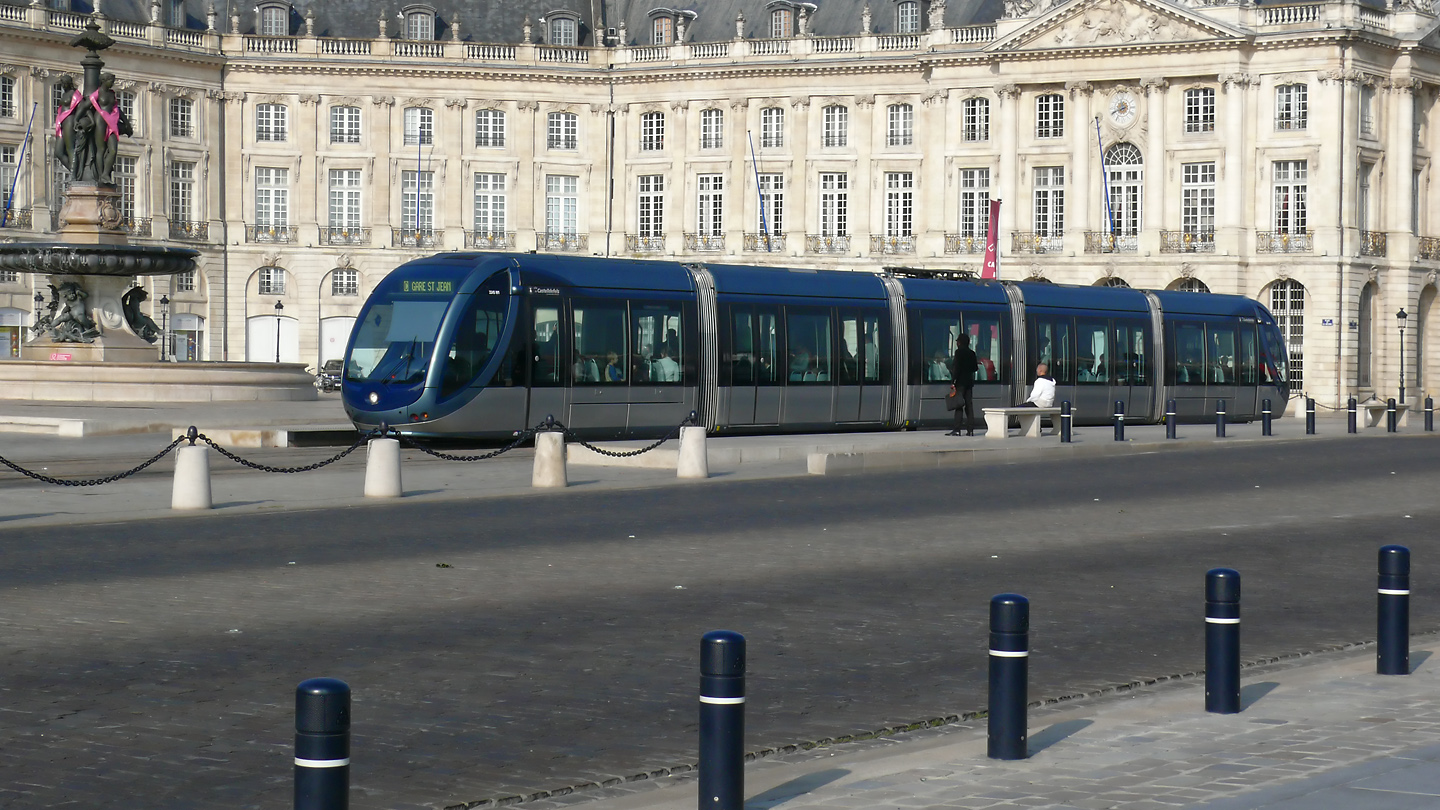
Tren Citadis 302 de la línea cruzando la Place de la Bourse.

### Línea C ()
Es la más reciente, aunque dentro de poco dejará de serlo. Empieza su recorrido en el norte de la ciudad, para acabar en el suroeste.
Une Burdeos con, por un lado, Villenave-d'Ornon y Bègles y, por el otro lado, con Le Bouscat, Bruges y Blanquefort. Tampoco están previstas, de momento, extensiones en esta línea.

### Línea D ()
Se inauguró el 14 de diciembre de 2019 entre Carle Vernet y Mairie du Bouscat. En el primer trimestre de 2020, llegará hasta Cantinolle y, si todo va según lo previsto, en 2022 acabará en Carré des Jalles.
Une Burdeos con Le Bouscat y está previsto que también llegue a Bruges y Eysines más adelante.

## Características técnicas

### Los tranvías

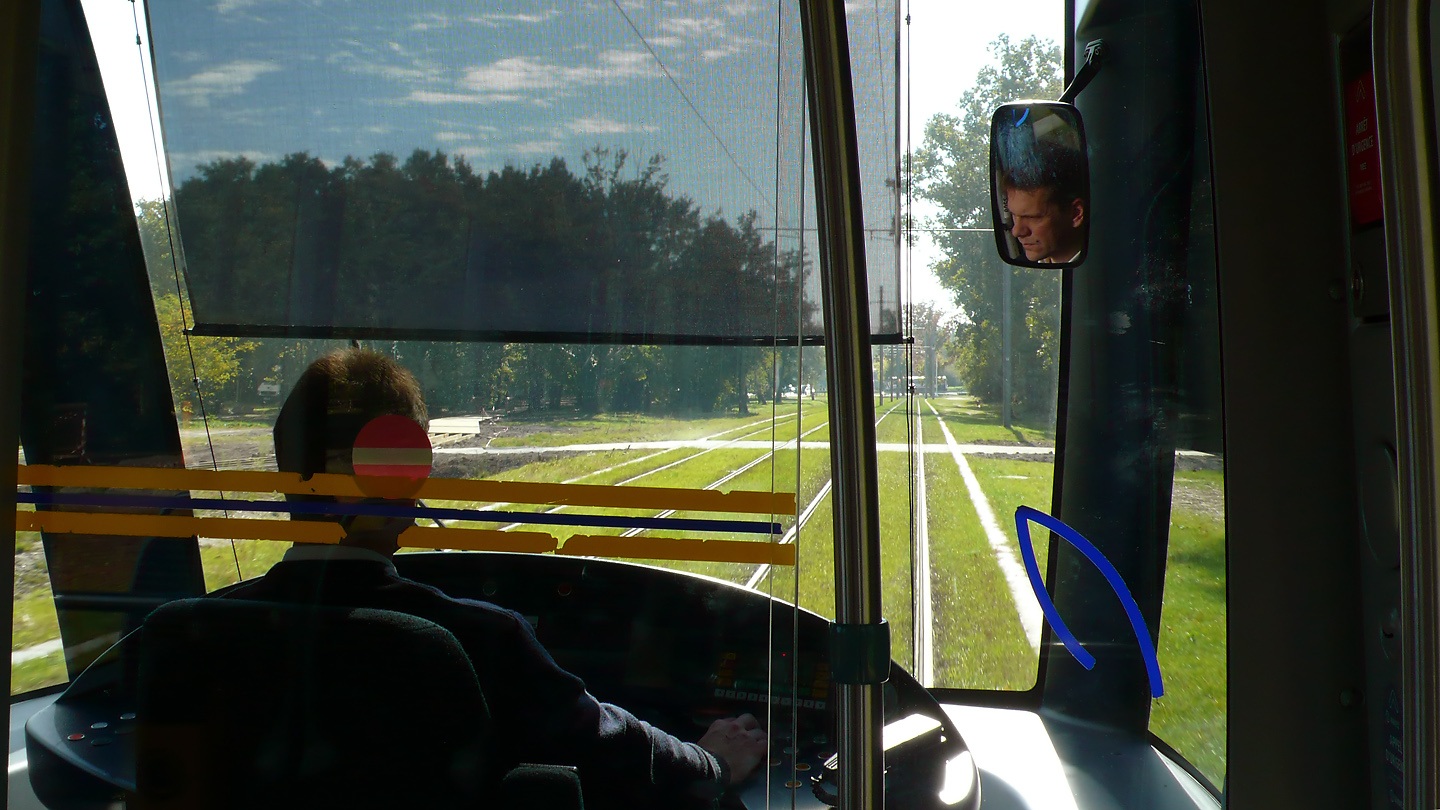
Cabina de uno de los trenes Citadis 302 de la línea

En 2008, la red contaba con 74 trenes, siendo la mayor flota de tranvías de Francia. Actualmente, posee 104 y hay 24 más que están de camino para dar servicio a la nueva línea en diciembre de 2019.
Todos los trenes están climatizados y tienen piso bajo integral para facilitar el embarque y desembarque a personas con dificultades. El ancho de vía es el ancho internacional (1435 mm) y la alimentación eléctrica se hace a 750 V CC, como es habitual en los tranvías. La velocidad punta es de 80 km/h, con una capacidad de aceleración de 1,15 m/s². La deceleración en caso de frenada de emergencia es de 2,85 m/s².
Los tranvías fueron construidos en la factoría de Alstom de Aytré, en el extrarradio de La Rochelle.

### Alimentación eléctrica: sistema APS

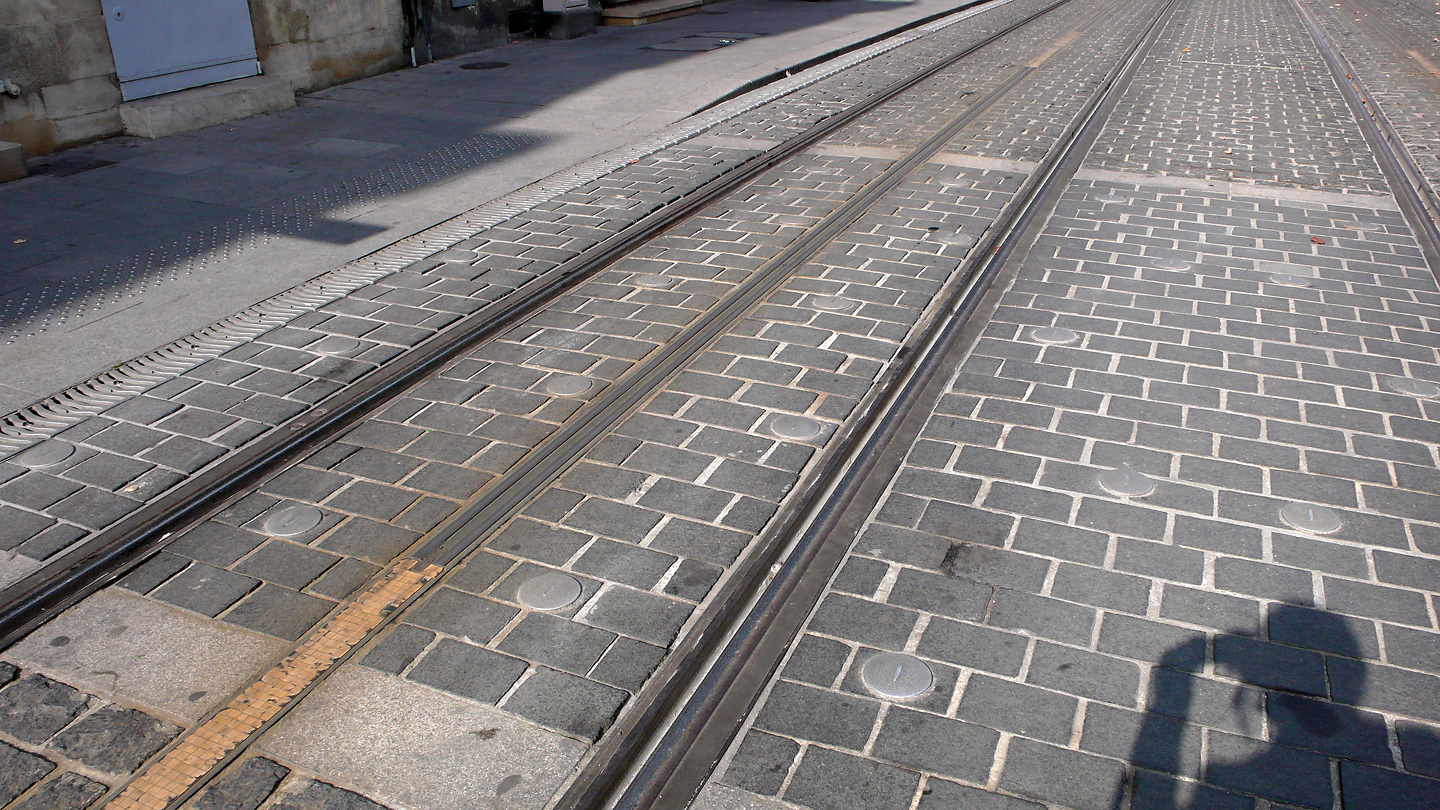
Raíl central del sistema APS en el centro de Burdeos

Por razones estéticas, alrededor de 14 km de vías no utilizan catenaria, sino que se alimentan mediante un raíl central, que es lo que es conocido como Alimentación por el suelo. Esto ocurre sobre todo en zonas céntricas o históricas, permitiendo una mejor conservación paisajística de dichos lugares.
Al ser un sistema novedoso, dio lugar a varios problemas al inicio, sobre todo con la línea , dado que retrasó su apertura durante más de 6 meses. Hoy en día no da lugar a tantos problemas, aunque suele ocurrir que algún tren se retrase debido a este sistema.

## Futuro

### Extensiones en construcción

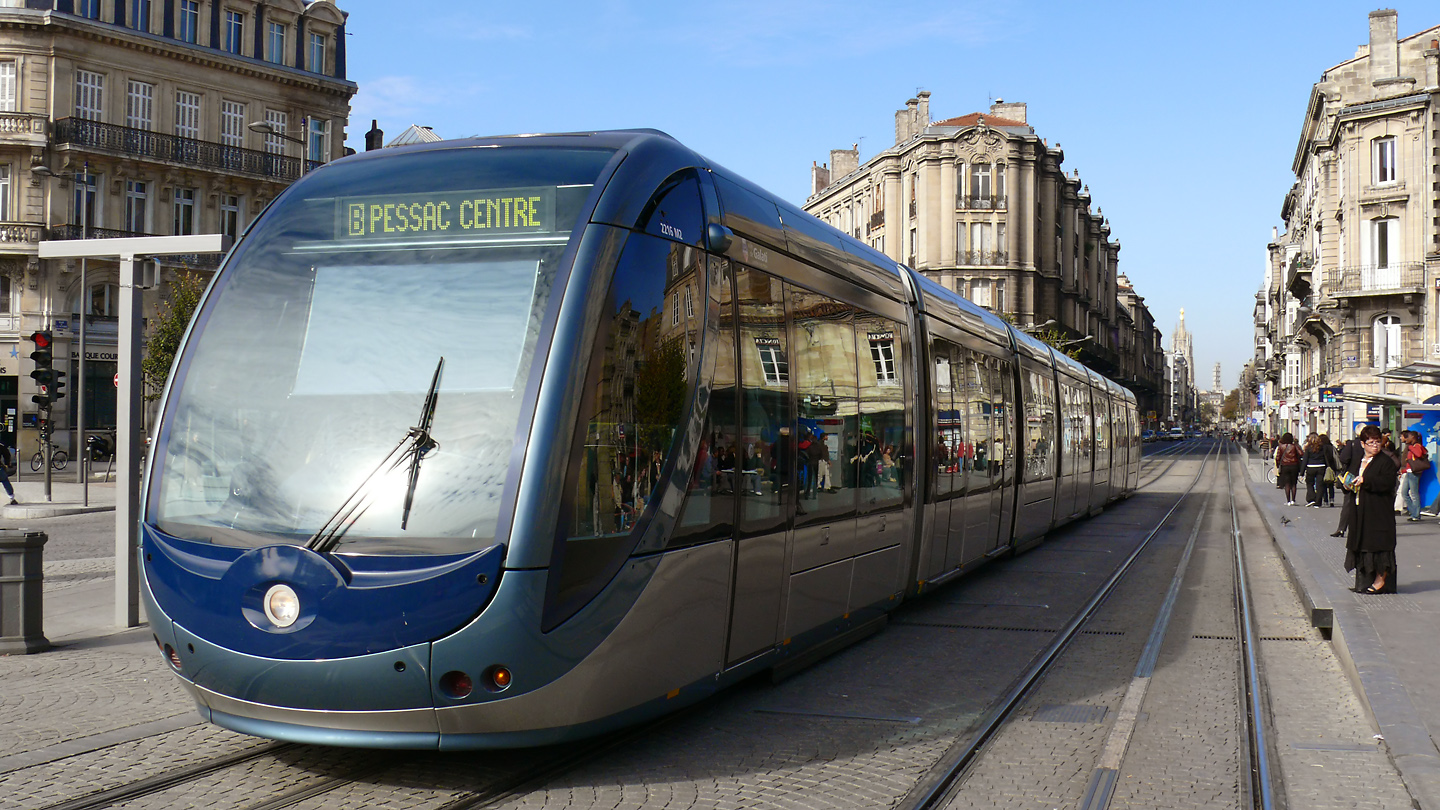
Tren de la línea en la estación Victoire

#### Extensión alaeropuerto
Esta extensión, que formará parte de la línea , unirá la actual estación Quatre Chemins con la de Aéroport, pasando por las de Mérignac—Soleil, Parc du Chemin Long, Cadéra y Lindbergh. Se realizará en vía única y su apertura está prevista para el primer semestre de 2022.

#### Nueva línea D
Este proyecto consiste en la creación de una nueva línea: la línea .
Esta línea será, en el momento de su inauguración, la única línea que sólo atraviesa la ronda de Burdeos una vez; es decir, que no va de punta a punta. Empieza su recorrido en el centro de Burdeos para seguir, junto a la línea , hasta la estación Quinconces. Allí toma un rumbo independiente en dirección noroeste. Actualmente, se ha construido hasta Mairie du Bouscat, pero en 2020 llegará hasta Eysines.
Unirá Burdeos con Le Bouscat, Bruges y Eysines. Para ello, se abrirá en 2020 el tramo entre Mairie du Bouscat y Cantinolle y, en 2022, el tramo entre Cantinolle y Carré des Jalles.

### Extensiones previstas a largo plazo

#### Nueva línea E
Este proyecto consiste en la creación de otra nueva línea: la línea E.
Esta línea tendrá unos 20 km de longitud, y discurrirá de sur a este. Comenzará en Gradignan y atravesará la Universidad de Burdeos en Talence y Pessac (enlace con la línea ) y seguirá en dirección norte hacia el centro de Burdeos, atravesará los boulevards (enlace con las líneas  y ) y atravesará el Puente Jacques-Chaban-Delmas para tomar rumbo este hacia la estación Cenon—Gare (enlace con la línea ). Allí podría seguir paralelo a esta última línea y luego tomar una de sus extensiones, sustituyéndola en esa extensión.

#### Nueva línea F
Este proyecto prevé crear otra línea nueva: la línea F.
A diferencia del resto de líneas, esta será más corta y tendrá recorrido circular. Unirá entre sí el Puente Jacques-Chaban-Delmas con el Puente Simone Veil.

### Otras Extensiones

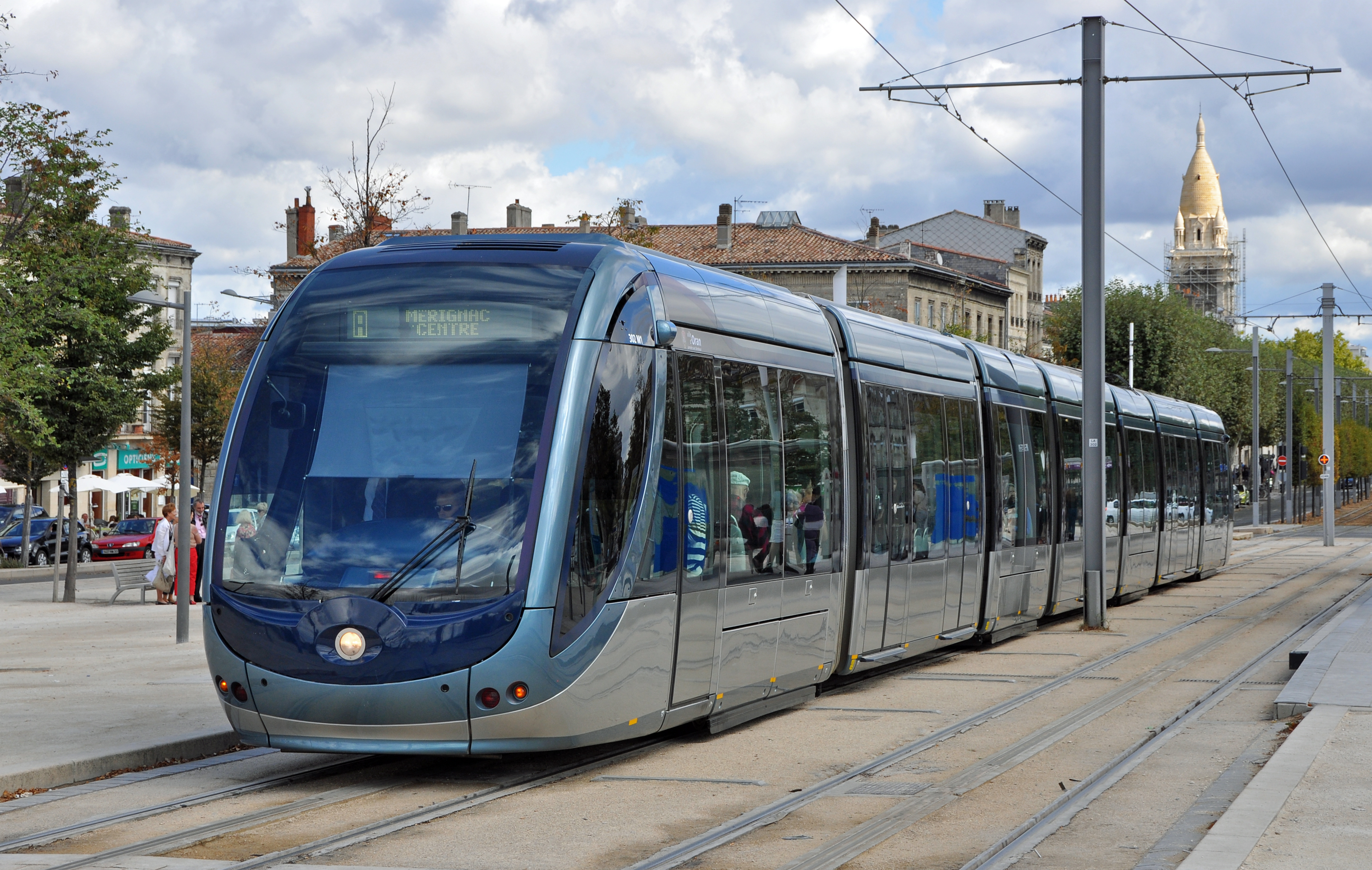
Tren de la línea en la estación Stalingrad

#### Extensión al centro deCarbon-Blanc
Los vecinos de Carbon-Blanc llevan mucho tiempo demandando una extensión de la línea  desde La Gardette—Bassens—Carbon-Blanc hasta Carbon-Blanc—Centre, en el centro de dicha localidad.

#### Tren-tranvía aPont de la Maye
Se contempla que la rama entre Cracovie y Gare de Blanquefort de la línea  se separe de dicha línea y, dado que va paralela a las vías del tren, convertirlo en una especie de tren-tram hasta la estación Pont de Maye.

#### Nueva línea G
También estaría bien visto construir una línea circular que recorrería la parte más exterior de la ciudad de Burdeos para interconectar entre sí todas las líneas de tranvía sin necesidad de pasar por el centro.
Para agilizar los tiempos de viaje, se propone suprimir los cruces con más tráfico y sustituirlos por túneles, de manera que el tranvía no tenga que parar en ellos.

## Nombre de los tranvías
Cada tranvía tiene su propio nombre que proviene de una ciudad hermanada con algún municipio de la Agglomération de Bordeaux.
- 2201: Saxon ( Suiza), ciudad hermanada con Bouliac.
- 2202: Seeheim-Jugenheim ( Alemania), ciudad hermanada con Villenave-d'Ornon.
- 2203: Suances ( España), ciudad hermanada con Bassens.
- 2204: Umkirch ( Alemania), ciudad hermanada con Bruges.
- 2205: Alcalá de Henares ( España), ciudad hermanada con Talence.
- 2206: Arnstadt ( Alemania), ciudad hermanada con Le Bouscat.
- 2207: Kleinostheim ( Alemania), ciudad hermanada con Bassens.
- 2208: Diébougou ( Burkina Faso), ciudad hermanada con Floirac.
- 2209: Göppingen ( Alemania), ciudad hermanada con Pessac.
- 2210: Torres Vedras ( Portugal), ciudad hermanada con Villenave-d'Ornon.
- 2211: Burgos ( España), ciudad hermanada con Pessac.
- 2212: Norton Radstock ( Reino Unido), ciudad hermanada con Ambarès-et-Lagrave.
- 2213: Colindres ( España), ciudad hermanada con Le Haillan.
- 2214: Laredo ( España), ciudad hermanada con Cenon.
- 2215: Pfungstadt ( Alemania), ciudad hermanada con Gradignan.
- 2216: Galati ( Rumania), ciudad hermanada con Pessac.
- 2217: Múnich ( Alemania), ciudad hermanada con Burdeos.
- 2218: Grossostheim ( Alemania), ciudad hermanada con Carbon-Blanc.
- 2219: San Martín de Valdeiglesias ( España), ciudad hermanada con Carbon-Blanc.
- 2220: Kalambaka ( Grecia), ciudad hermanada con Le Haillan.
- 2221: Oporto ( Portugal), ciudad hermanada con Burdeos.
- 2222: Villanueva y Geltrú ( España), ciudad hermanada con Mérignac.
- 2223: Enderby ( Reino Unido), ciudad hermanada con Le Haillan.
- 2224: Casablanca ( Marruecos), ciudad hermanada con Burdeos.
- 2225: Onesti ( Rumania), ciudad hermanada con Eysines.
- 2226: Collado Villalba ( España), ciudad hermanada con Bègles.
- 2227: Burlata/Burlada ( España), ciudad hermanada con Floirac.
- 2228: Kaolack ( Senegal), ciudad hermanada con Mérignac.
- 2229: Kelheim ( Alemania), ciudad hermanada con Ambarès-et-Lagrave.
- 2230: Bristol ( Reino Unido), ciudad hermanada con Burdeos.
- 2231: Ashdod ( Israel), ciudad hermanada con Burdeos.
- 2232: Santa Cruz de Chile ( Chile), ciudad hermanada con Artigues-près-Bordeaux.
- 2241: Castrillón ( España), ciudad hermanada con Eysines.
- 2242: Quebec ( Canadá), ciudad hermanada con Burdeos.
- 2243: Suhl ( Alemania), ciudad hermanada con Bègles.
- 2244: San Petersburgo ( Rusia), ciudad hermanada con Burdeos.
- 2245: Castelldefels ( España), ciudad hermanada con Lormont.
- 2246: Castelnuovo Berardenga ( Italia), ciudad hermanada con Le Taillan-Médoc.
- 2301: Bray ( Irlanda), ciudad hermanada con Bègles.
- 2302: Orán ( Argelia), ciudad hermanada con Burdeos.
- 2303: Fukuoka ( Japón), ciudad hermanada con Burdeos.
- 2304: Almansa ( España), ciudad hermanada con Saint-Médard-en-Jalles.
- 2306: Polanco ( España), ciudad hermanada con Bruges.
- 2502: Wuhan ( China), ciudad hermanada con Burdeos.
- 2511: Bridgend ( Reino Unido), ciudad hermanada con Villenave-d'Ornon.
- 2512: Sonnino ( Italia), ciudad hermanada con Eysines.
- 2515: Clonmel ( Irlanda), ciudad hermanada con Eysines.
- 2517: Paredes de Coura ( Portugal), ciudad hermanada con Cenon.
- 2519: Timimoun ( Argelia), ciudad hermanada con Blanquefort.